# Dôme d'Angerona
Angerona Tholus
Pour les articles homonymes, voir Angerona.
Le dôme d'Angerona (désignation internationale : Angerona Tholus) est un dôme situé sur Vénus dans le quadrangle de Themis Regio. Il a été nommé en référence à Angerona, déesse italienne du silence.